# Ур-Нанше
Ур-Нанше — царь (лугаль) шумерского государства Лагаш, правивший около 2500 года до н. э.
Ур-Нанше был основателем I династии Лагаша. Может быть, младший современник лугаля Ура Месанепады.
Неизвестно, откуда явился Ур-Нанше или как он пришёл к власти. Есть даже вероятность того, что он по происхождению был не шумером, а семитом из страны, известной под названием Тиднум, к западу от Шумера. Его отец Гуниду происходил из незначительного города Гурсара и правителем вообще не был. Родовым божеством Ур-Нанше был Шульпае. Ур-Нанше получил титул лугаля, очевидно, в связи с передачей ему каких-то временных чрезвычайных полномочий, так как его сын и внук довольствуются в дальнейшем только титулом энси.
После себя Ур-Нанше оставил порядка пятидесяти надписей на табличках, плакетках, дверных петлях, кирпичах и гвоздях. Одно из неоднократно повторяющихся предложений содержит политические и экономические сведения весьма неожиданного свойства, хотя следует сделать оговорку, что приводимый здесь перевод не является окончательным. Положение гласит: «Корабли Дильмуна привезли ему (Ур-Нанше) лес как дань иностранных земель», и это означает, что Ур-Нанше обладал достаточной властью, чтобы держать под контролем ряд зарубежных территорий за пределами Шумера. Однако до сих пор нет других свидетельств в подтверждение столь далеко идущего заявления.

## Строительная деятельность
«Ур-Нанше, лугаль Лагаша, сын Гуниду, сына Гурму, построил дом Нанше; изваял [статую] Нанше, царицы и эна; построил ограду храма Гирсу; изваял статую Шульшагги; построил Ибгал; изваял статую Лугалур. …; изваял статую Нинаб. …; изваял статую Нингидри; построил дом Гатумдуг; изваял статую Гатумдуг; построил Багару; построил гарем; построил Абзу каналов; построил Тираш.»
Основная деятельность Ур-Нанше состояла, как повествуют его собственные надписи, а также и надписи его преемников, в ваянии статуй божеств, в восстановлении старых и сооружении новых каналов и плотин, в постройке городских стен, а также храмов в разных общинах лагашского нома.
Ур-Нанше запечатлен на барельефе, украшавшем храм; этот барельеф был поднесён храму в качестве вотивного дара. Правитель, одетый в традиционную шумерскую юбочку, несёт на бритой голове корзину с раствором для строительства храма. Его сопровождают дочь и четыре сына, имена которых указаны на барельефе, среди них — Акургаль, наследник трона и отец знаменитого Эанатума. Фигура дочери, которую зовут Лидда, значительно крупнее чем фигуры царских сыновей; Лидда следует непосредственно за отцом, что, возможно, является свидетельством высокого положения шумерской женщины в общественной жизни. Как видно, тут Ур-Нанше вместе с семьёй принимает участие в торжественной церемонии закладки сооружений. В нижней части барельефа изображен Ур-Нанше, сидящий на троне с кубком в руках. За его спиной стоит виночерпий с кувшином, перед ним — первый министр, делающий какое-то сообщение, и три названных по именам сановника.

## Политика Ур-Нанше
Ур-Нанше покровительствовал торговле, при нём уже велась торговля с Дильмуном и Маганом (совр. Оман). Ур-Нанше вел морскую торговлю со странами по Персидскому заливу, вероятно, через гавань Гуаба связанную с Лагашем и Нгирсу каналом (по которому можно было бурлачить груженые ладьи), а с морем — лагуной. Он для нужд строительства ввозил лес с гор Маш и строительный камень. Чтобы приобрести собственные средства, Ур-Нанше начал присваивать себе часть имущества и доходов храмов.
Нет сомнения, что именно Ур-Нанше, перед чьей статуей в храме Нингирсу после смерти совершались жертвоприношения, заложил основы политического и экономического могущества своей династии. Но полностью подчинить своей власти жречество Ур-Нанше не удалось. Так в одной своей надписи Ур-Нанше сообщает, что «избрал мужа (или мужей) богине Нанше», возможно для осуществления «священного брака», как видно в Лагаше этот брак ещё не стал прерогативой правителя. Не был Ур-Нанше и верховным жрецом главнейших храмов Лагаша. Ими управляли особые жрецы — санга (титул «санга» становится культовым).
Наиболее подробно о строительной и военной деятельности Ур-Нанше повествует надпись на каменной плите (SARI I, 24). На одной ее стороне описывается масштабное строительство (11 храмов и городская стена Лагаша), прорытие каналов и воздвижение статуй. На другой стороне плиты сообщается о военной деятельности Ур-Нанше. Это самое раннее известие о победе городского правителя Южной Месопотамии. От лица Ур-Нанше говорится, что он пошел войной сразу против Ура и Уммы, а затем и подробно описываются достигнутые успехи. В рассказе о победе над Уром перечисляются имена и должности пяти высших вражеских военачальников, которые были взяты в плен и казнены («он воздвиг могильный холм (над ними)»). То же говорится и в отношении Уммы, при этом среди пяти взятых в плен и казненных  военачальников, перечисленных по именам и должностям, упомянут и энси Уммы, Пабильгальтук. Но эти победы не сопровождались захватом территории побежденных городов. Причинами этих событий, вероятно, стали и соперничество с Уром в морской торговле с заливом, и пограничные споры с Уммой, вновь обострившимися при наследниках Ур-Нанше.
| I династия Лагаша                  |                                           |                              |
| Предшественник: Лугаль-шаг-энгур ? | правитель Лагаша конец XXVI века до н. э. | Преемник: 'Акургаль'Акургаль |